# 澤勒邁火山國家公園
澤勒邁火山國家公園是印尼的國家公園，位於爪哇島，處於西爪哇省，距離井里汶市以南約50公里處。公園延伸至井里汶南部的庫寧安縣和馬賈倫卡縣。公園環繞著西爪哇最高峰——活火山澤勒邁火山。經常有成群的徒步旅行者，包括學生團體，攀登這座山峰，但需格外小心。

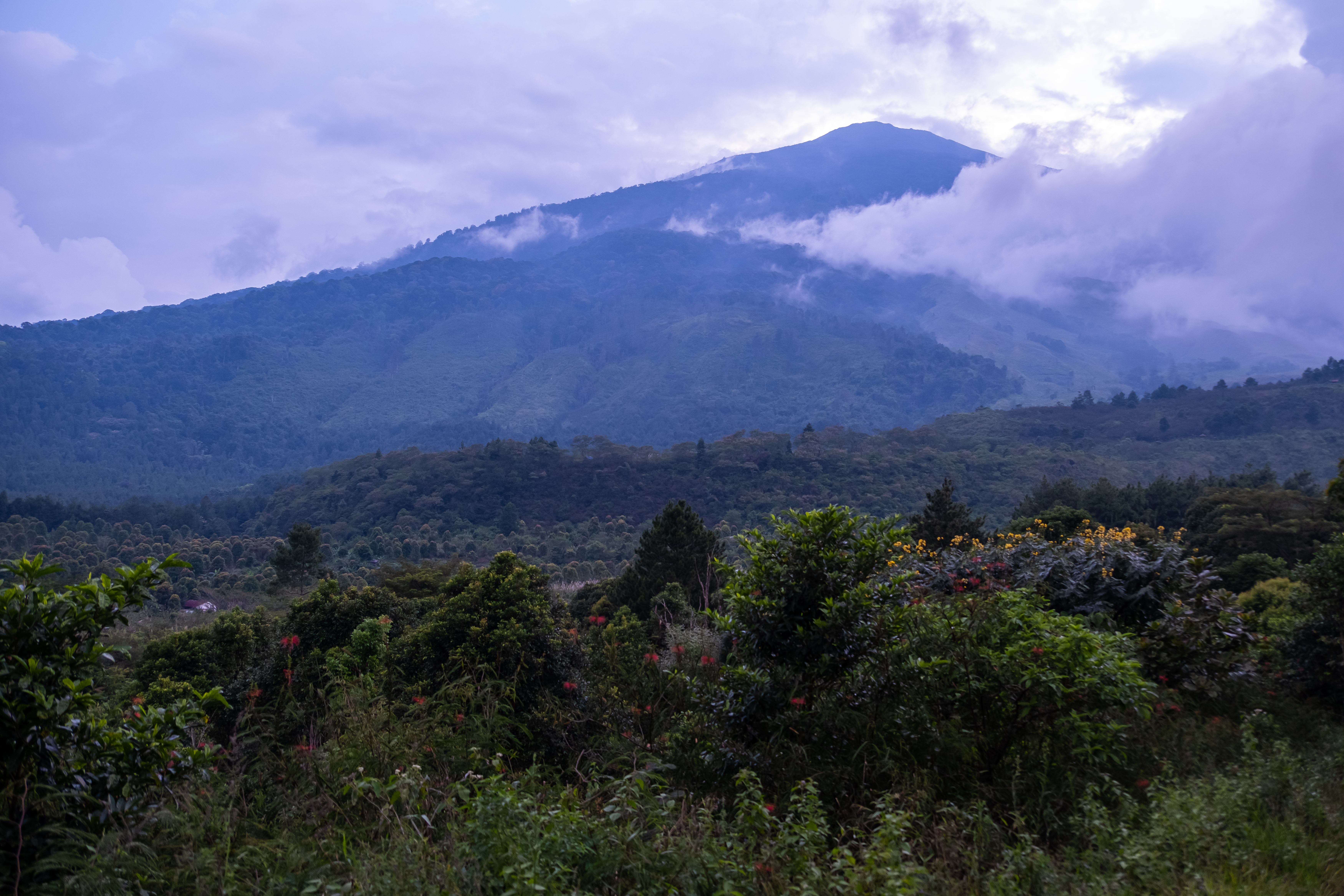
澤勒邁火山國家公園內有多種受保護的動植物的棲息地，包括鷹、豹和其他動植物。

公園內發現了各種特有或瀕臨滅絕的動植物 ，包括：
- 植物相：松樹 (Pinus Merkusii)、爪哇櫟 (當地稱為 Saninten)、蘭杜提昂 (Fragraera blumii)、南絲 (Villubrunes rubescens)、中平树 (Macaranga)、巴桑 (Lithocarpus sundaicus)、各種無花果樹 (榕屬)、Ardisia cymosa 和 Platea latifolia、
- 動物相：豹、鹿（麂或爪哇麂）、猴子（爪哇猴（英语：Javan surili））、爪哇鷹鵰和各種蟒蛇。

澤勒邁火山國家公園也是該地區多個河流流域的源頭，其中最大的兩個流域是Cimanuk河流域和Cisanggarung河流域，這兩個流域的所有主要溪流都流入爪哇海。

## 外部鏈接
- 官方网站
- （印尼語） 森林部長於2004年發出的官方信函中對澤勒邁火山國家公園的簡短描述。